# Curry panang
Le curry panang (thai : พะแนง, prononcé [pʰā.nɛ̄ːŋ], également orthographié phanang ou selon d'autres variantes) est un type de curry thaï rouge qui est épais, salé et sucré, avec une saveur d'arachide.
La plus ancienne mention connue du curry panang apparaît dans le livre Tamra Kap Khao de Somchin Rachanupraphan publié en 1890.

## Étymologie
Ce curry tire probablement son nom d’une adaptation thaïlandaise de la prononciation du nom de l’île de Penang dans le nord-ouest de la Malaisie même si la combinaison d’épices est plus d’inspiration thaïlandaise que malaise.

## Recette
La pâte de curry panang est faite avec des piments secs, du galanga, de la citronnelle, du zeste de combava, des racines et des graines de coriandre, des graines de cumin, de l'ail, des échalotes, de la pâte de crevettes, du sel et des arachides. Outre la pâte de curry panang, le plat est généralement fait avec de la viande coupée en fines lanières, des feuilles de combava, du lait de coco, du sucre de palme et de la sauce de poisson. Il contient généralement du lait de coco épais et très peu d'autres liquides sont ajoutés.
Pour les végétariens et les végétaliens, il existe des alternatives pour la pâte de crevettes et la sauce de poisson peut être remplacée par une sauce de légumes ou de soja. Le tofu peut être utilisé à la place de la viande. En Thaïlande, ce curry est généralement consommé avec du riz.